# Marokko op de Olympische Zomerspelen 2020
Marokko nam deel aan de Olympische Zomerspelen 2020 in Tokio, Japan.

## Medailleoverzicht
| Medaille | Naam                | Sport    | Onderdeel              | Datum      |
| -------- | ------------------- | -------- | ---------------------- | ---------- |
| Goud     | Soufiane El Bakkali | Atletiek | 3000m steeplechase (m) | 2 augustus |

## Atleten
| sport         | mannen | vrouwen | totaal |
| ------------- | ------ | ------- | ------ |
| Atletiek      | 13     | 3       | 16     |
| Boksen        | 4      | 3       | 7      |
| Gewichtheffen | 1      | 0       | 1      |
| Golf          | 0      | 1       | 1      |
| Judo          | 0      | 2       | 2      |
| Kanovaren     | 1      | 1       | 2      |
| Karate        | 0      | 1       | 1      |
| Paardensport  | 4      | 0       | 4      |
| Roeien        | 0      | 1       | 1      |
| Schermen      | 1      | 0       | 1      |
| Schietsport   | 0      | 1       | 1      |
| Surfen        | 1      | 0       | 1      |
| Taekwondo     | 1      | 2       | 3      |
| Triatlon      | 1      | 0       | 1      |
| Volleybal     | 2      | 0       | 2      |
| Wielersport   | 1      | 0       | 1      |
| Worstelen     | 1      | 0       | 1      |
| Zwemmen       | 1      | 1       | 2      |
| totaal        | 32     | 16      | 48     |

## Sporten

### Atletiek
Mannen
Loopnummers
| atleet                 | onderdeel           | series   | series | kwartfinale | kwartfinale | halve finale   | halve finale   | finale         | finale         |
| atleet                 | onderdeel           | tijd     | rang   | tijd        | rang        | tijd           | rang           | tijd           | rang           |
| ---------------------- | ------------------- | -------- | ------ | ----------- | ----------- | -------------- | -------------- | -------------- | -------------- |
| Mostafa Smaili         | 800 m               | 1.46,05  | 4      | n.v.t.      | n.v.t.      | niet geplaatst | niet geplaatst | niet geplaatst | niet geplaatst |
| Abdelati El Guesse     | 800 m               | 1.44,84  | 4 q    | n.v.t.      | n.v.t.      | 1.46,85        | 8              | niet geplaatst | niet geplaatst |
| Oussama Nabil          | 800 m               | 1.45,64  | 5 q    | n.v.t.      | n.v.t.      | 1.46,42        | 4              | niet geplaatst | niet geplaatst |
| Soufiane El Bakkali    | 1500 m              | DNF      | DNF    | n.v.t.      | n.v.t.      | niet geplaatst | niet geplaatst | niet geplaatst | niet geplaatst |
| Anass Essayi           | 1500 m              | 3.45,92  | 11     | n.v.t.      | n.v.t.      | niet geplaatst | niet geplaatst | niet geplaatst | niet geplaatst |
| Abdelatif Sadiki       | 1500 m              | 3.36,23  | 5 Q    | n.v.t.      | n.v.t.      | 3.33,59        | 8              | niet geplaatst | niet geplaatst |
| Soufiyan Bouqantar     | 5000 m              | 13.43,97 | 12     | n.v.t.      | n.v.t.      | n.v.t.         | n.v.t.         | niet geplaatst | niet geplaatst |
| Abdelkarim Ben Zahra   | 3000 m steeplechase | 8.28,63  | 10     | n.v.t.      | n.v.t.      | n.v.t.         | n.v.t.         | niet geplaatst | niet geplaatst |
| Soufiane El Bakkali    | 3000 m steeplechase | 8.19,00  | 1 Q    | n.v.t.      | n.v.t.      | n.v.t.         | n.v.t.         | 8.08,90        | Goud           |
| Mohamed Tindouft       | 3000 m steeplechase | 8.15,91  | 5 q    | n.v.t.      | n.v.t.      | n.v.t.         | n.v.t.         | 8.23,56        | 13             |
| Mohamed Reda El Aaraby | marathon            | n.v.t.   | n.v.t. | n.v.t.      | n.v.t.      | n.v.t.         | n.v.t.         | 2:12.22        | 11             |
| Othmane El Goumri      | marathon            | n.v.t.   | n.v.t. | n.v.t.      | n.v.t.      | n.v.t.         | n.v.t.         | 2:11.58        | 9              |
| Hamza Sahli            | marathon            | n.v.t.   | n.v.t. | n.v.t.      | n.v.t.      | n.v.t.         | n.v.t.         | 2:14.48        | 18             |

Vrouwen
Loopnummers
| atlete         | onderdeel | series  | series | kwartfinale | kwartfinale | halve finale   | halve finale   | finale         | finale         |
| atlete         | onderdeel | tijd    | rang   | tijd        | rang        | tijd           | rang           | tijd           | rang           |
| -------------- | --------- | ------- | ------ | ----------- | ----------- | -------------- | -------------- | -------------- | -------------- |
| Rababe Arafi   | 800 m     | 2.00,96 | 3 Q    | n.v.t.      | n.v.t.      | 1.59,86        | 6              | niet geplaatst | niet geplaatst |
| Rababe Arafi   | 1500 m    | DNF     | DNF    | n.v.t.      | n.v.t.      | niet geplaatst | niet geplaatst | niet geplaatst | niet geplaatst |
| Rkia El Moukim | marathon  | n.v.t.  | n.v.t. | n.v.t.      | n.v.t.      | n.v.t.         | n.v.t.         | 2:40.10        | 56             |

### Boksen
Mannen
| atleet           | onderdeel        | eerste ronde         | tweede ronde         | kwartfinale          | halve finale         | finale               | finale         |
| atleet           | onderdeel        | tegenstander uitslag | tegenstander uitslag | tegenstander uitslag | tegenstander uitslag | tegenstander uitslag | rang           |
| ---------------- | ---------------- | -------------------- | -------------------- | -------------------- | -------------------- | -------------------- | -------------- |
| Mohamed Hamout   | vedergewicht     | Shabakhsh V 0 - 5    | niet geplaatst       | niet geplaatst       | niet geplaatst       | niet geplaatst       | niet geplaatst |
| Abdelhaq Nadir   | lichtgewicht     | Colin V 1 - 4        | niet geplaatst       | niet geplaatst       | niet geplaatst       | niet geplaatst       | niet geplaatst |
| Mohamed Assaghir | halfzwaargewicht | Khataev V RSC        | niet geplaatst       | niet geplaatst       | niet geplaatst       | niet geplaatst       | niet geplaatst |
| Youness Baala    | zwaargewicht     | bye                  | Nyika V 0 - 5        | niet geplaatst       | niet geplaatst       | niet geplaatst       | niet geplaatst |

Vrouwen
| atlete            | onderdeel     | eerste ronde         | tweede ronde         | kwartfinale          | halve finale         | finale               | finale         |
| atlete            | onderdeel     | tegenstander uitslag | tegenstander uitslag | tegenstander uitslag | tegenstander uitslag | tegenstander uitslag | rang           |
| ----------------- | ------------- | -------------------- | -------------------- | -------------------- | -------------------- | -------------------- | -------------- |
| Rabab Cheddar     | vlieggewicht  | Davison V 0 - 5      | niet geplaatst       | niet geplaatst       | niet geplaatst       | niet geplaatst       | niet geplaatst |
| Oumayma Bel Ahbib | weltergewicht | bye                  | Lysenko V 0 - 5      | niet geplaatst       | niet geplaatst       | niet geplaatst       | niet geplaatst |
| Khadija El-Mardi  | middengewicht | terugtrekking        | terugtrekking        | terugtrekking        | terugtrekking        | terugtrekking        | terugtrekking  |

### Gewichtheffen
Mannen
| atlete          | onderdeel | trekken | trekken | stoten | stoten | totaal | rang |
| atlete          | onderdeel | score   | rang    | score  | rang   | totaal | rang |
| --------------- | --------- | ------- | ------- | ------ | ------ | ------ | ---- |
| Abderrahim Moum | -73 kg    | 127     | 13      | 151    | 14     | 278    | 14   |

### Golf
Vrouwen
| atleet        | onderdeel | eerste ronde | tweede ronde | derde ronde | vierde ronde | totaal | totaal | totaal |
| atleet        | onderdeel | score        | score        | score       | score        | score  | par    | rang   |
| ------------- | --------- | ------------ | ------------ | ----------- | ------------ | ------ | ------ | ------ |
| Maha Haddioui | vrouwen   | 72           | 74           | 70          | 69           | 285    | +1     | 43     |

### Judo
Vrouwen
| atlete         | onderdeel | eerste ronde         | tweede ronde         | kwartfinale          | halve finale         | herkansing           | finale / BM          | finale / BM    |
| atlete         | onderdeel | tegenstander uitslag | tegenstander uitslag | tegenstander uitslag | tegenstander uitslag | tegenstander uitslag | tegenstander uitslag | rang           |
| -------------- | --------- | -------------------- | -------------------- | -------------------- | -------------------- | -------------------- | -------------------- | -------------- |
| Soumiya Iraoui | −52 kg    | Warasiha W 10-00     | Giles V 00-10        | niet geplaatst       | niet geplaatst       | niet geplaatst       | niet geplaatst       | niet geplaatst |
| Assmaa Niang   | −70 kg    | Bellandi V 00–01     | niet geplaatst       | niet geplaatst       | niet geplaatst       | niet geplaatst       | niet geplaatst       | niet geplaatst |

### Kanovaren

#### Slalom
Mannen
| atleet       | onderdeel  | series | series | series | series | series    | series | halve finale | halve finale | finale         | finale         |
| atleet       | onderdeel  | run 1  | rang   | run 2  | rang   | beste run | rang   | tijd         | rang         | tijd           | rang           |
| ------------ | ---------- | ------ | ------ | ------ | ------ | --------- | ------ | ------------ | ------------ | -------------- | -------------- |
| Mathis Soudi | K-1 slalom | 93,86  | 7      | 100,92 | 19     | 93,86     | 15     | 103,58       | 18           | niet geplaatst | niet geplaatst |

Vrouwen
| atleet      | onderdeel  | series | series | series | series | series    | series | halve finale   | halve finale   | finale         | finale         |
| atleet      | onderdeel  | run 1  | rang   | run 2  | rang   | beste run | rang   | tijd           | rang           | tijd           | rang           |
| ----------- | ---------- | ------ | ------ | ------ | ------ | --------- | ------ | -------------- | -------------- | -------------- | -------------- |
| Celia Jodar | K-1 slalom | 171,38 | 24     | 258,46 | 27     | 171,38    | 27     | niet geplaatst | niet geplaatst | niet geplaatst | niet geplaatst |

### Karate

#### Kumite
Vrouwen
| Atleet         | Onderdeel | Groupsfase             | Groupsfase             | Groupsfase             | Groupsfase             | Groupsfase | Halve Finale           | Finale                 | Finale |
| Atleet         | Onderdeel | Tegenstander Resultaat | Tegenstander Resultaat | Tegenstander Resultaat | Tegenstander Resultaat | Rang       | Tegenstander Resultaat | Tegenstander Resultaat | Rang   |
| -------------- | --------- | ---------------------- | ---------------------- | ---------------------- | ---------------------- | ---------- | ---------------------- | ---------------------- | ------ |
| Btissam Sadini | −61 kg    | Preković V 1 - 3       | Serogina G 1 - 1       | Farouk V 0 - 5         | Grande V 1 - 3         | 5          | niet geplaatst         | niet geplaatst         | 9      |

### Paardensport

#### Dressuur
| ruiter          | paard       | onderdeel   | Grand Prix | Grand Prix | Grand Prix Special | Grand Prix Special | Grand Prix Freestyle | Grand Prix Freestyle | totaal         | totaal         |
| ruiter          | paard       | onderdeel   | score      | rang       | score              | rang               | technisch            | artistiek            | score          | rang           |
| --------------- | ----------- | ----------- | ---------- | ---------- | ------------------ | ------------------ | -------------------- | -------------------- | -------------- | -------------- |
| Yessin Rahmouni | All At Once | individueel | 66,599     | 44         | n.v.t.             | n.v.t.             | niet geplaatst       | niet geplaatst       | niet geplaatst | niet geplaatst |

#### Springen
| ruiter                                           | paard                      | onderdeel   | kwalificatie | kwalificatie | finale         | finale         | finale         |
| ruiter                                           | paard                      | onderdeel   | strafpunten  | rang         | strafpunten    | tijd           | rang           |
| ------------------------------------------------ | -------------------------- | ----------- | ------------ | ------------ | -------------- | -------------- | -------------- |
| Ali Al-Ahrach                                    | USA de Riverland           | individueel | EL           | EL           | niet geplaatst | niet geplaatst | niet geplaatst |
| El Ghali Boukaa                                  | Ugolino du Clos            | individueel | 14           | 60           | niet geplaatst | niet geplaatst | niet geplaatst |
| Abdelkebir Ouaddar                               | Istanbull v.h Ooievaarshof | individueel | 16           | 63           | niet geplaatst | niet geplaatst | niet geplaatst |
| Ali Al-Ahrach El Ghali Boukaa Abdelkebir Ouaddar | zie hierboven              | team        | 37           | 13           | niet geplaatst | niet geplaatst | niet geplaatst |

### Roeien
Vrouwen
| atlete          | onderdeel | series  | series | herkansingen | herkansingen | kwartfinale | kwartfinale | halve finale | halve finale | finale  | finale |
| atlete          | onderdeel | tijd    | rang   | tijd         | rang         | tijd        | rang        | tijd         | rang         | tijd    | rang   |
| --------------- | --------- | ------- | ------ | ------------ | ------------ | ----------- | ----------- | ------------ | ------------ | ------- | ------ |
| Sarah Fraincart | skiff     | 8.32,78 | 5 H    | 8.42,78      | 5 HE/F       | n.v.t.      | n.v.t.      | 8.43,90      | 2 FE         | 8.25,38 | 29     |

Legenda: FA=finale A (medailles); FB=finale B (geen medailles); FC=finale C (geen medailles); FD=finale D (geen medailles); FE=finale E (geen medailles); FF=finale F (geen medailles); HA/B=halve finale A/B; HC/D=halve finale C/D; HE/F=halve finale E/F; KF=kwartfinale; H=herkansing

### Schermen
Mannen
| atleet          | onderdeel | eerste ronde         | tweede ronde         | derde ronde          | kwartfinale          | halve finale         | finale / BM          | finale / BM    |
| atleet          | onderdeel | tegenstander uitslag | tegenstander uitslag | tegenstander uitslag | tegenstander uitslag | tegenstander uitslag | tegenstander uitslag | rang           |
| --------------- | --------- | -------------------- | -------------------- | -------------------- | -------------------- | -------------------- | -------------------- | -------------- |
| Houssam El-Kord | degen     | bye                  | Wang Z W 15-14       | Siklósi V 13-15      | niet geplaatst       | niet geplaatst       | niet geplaatst       | niet geplaatst |

### Schietsport
Vrouwen
| atlete           | onderdeel | kwalificaties | kwalificaties | finale         | finale         |
| atlete           | onderdeel | punten        | rang          | punten         | rang           |
| ---------------- | --------- | ------------- | ------------- | -------------- | -------------- |
| Ibtissam Marirhi | skeet     | 117           | 16            | niet geplaatst | niet geplaatst |

### Surfen
Mannen
| atleet         | onderdeel | eerste ronde | eerste ronde | tweede ronde | tweede ronde | derde ronde           | kwartfinale          | halve finale         | finale / BM          | finale / BM    |
| atleet         | onderdeel | punten       | rang         | punten       | rang         | tegenstander uitslag  | tegenstander uitslag | tegenstander uitslag | tegenstander uitslag | rang           |
| -------------- | --------- | ------------ | ------------ | ------------ | ------------ | --------------------- | -------------------- | -------------------- | -------------------- | -------------- |
| Ramzi Boukhiam | surfen    | 10,23        | 2 Q          | bye          | bye          | Bourez V 9,40 - 12,43 | niet geplaatst       | niet geplaatst       | niet geplaatst       | niet geplaatst |

### Taekwondo
Mannen
| atleet          | onderdeel | eerste ronde         | kwartfinale            | halve finale         | herkansingen         | finale / BM          | finale / BM    |
| atleet          | onderdeel | tegenstander uitslag | tegenstander uitslag   | tegenstander uitslag | tegenstander uitslag | tegenstander uitslag | rang           |
| --------------- | --------- | -------------------- | ---------------------- | -------------------- | -------------------- | -------------------- | -------------- |
| Achraf Mahboubi | -80 kg    | Cissé W 21 - 11      | Al-Sharabaty V 15 - 17 | niet geplaatst       | Ordemann V 10 - 25   | niet geplaatst       | niet geplaatst |

Vrouwen
| atlete             | onderdeel | eerste ronde         | kwartfinale          | halve finale         | herkansingen         | finale/ BM           | finale/ BM     |
| atlete             | onderdeel | tegenstander uitslag | tegenstander uitslag | tegenstander uitslag | tegenstander uitslag | tegenstander uitslag | rang           |
| ------------------ | --------- | -------------------- | -------------------- | -------------------- | -------------------- | -------------------- | -------------- |
| Oumaima El-Bouchti | -49 kg    | Sim J-y V 10 - 19    | niet geplaatst       | niet geplaatst       | niet geplaatst       | niet geplaatst       | niet geplaatst |
| Nada Laaraj        | -57 kg    | Zolitic V 4 - 11     | niet geplaatst       | niet geplaatst       | İlgün V 0 - 6        | niet geplaatst       | niet geplaatst |

### Triatlon
Individueel
| Atleet        | Evenement | Zwemmen(1.5 km) | Rang 1 | Fietsen (40 km) | Rang 2 | Lopen(10 km) | Totaal Tijd | Ranking |
| ------------- | --------- | --------------- | ------ | --------------- | ------ | ------------ | ----------- | ------- |
| Mehdi Essadiq | Mannen    | 17.58           |        | 58.13           |        | 35.46        | 1.53.25     | 45      |

### Volleybal

#### Beachvolleybal
Mannen
| atleten                          | onderdeel | eerste ronde | eerste ronde | tussenronde          | achtste finale       | kwartfinale          | halve finale         | finale / BM          | finale / BM    |
| atleten                          | onderdeel | tegenstander uitslag | stand        | tegenstander uitslag | tegenstander uitslag | tegenstander uitslag | tegenstander uitslag | tegenstander uitslag | rang           |
| -------------------------------- | --------- | --- | ------------ | -------------------- | -------------------- | -------------------- | -------------------- | -------------------- | -------------- |
| Mohamed Abicha Zouheir El Graoui | mannen    | Fijałek – Bryl V 21-17, 21-11 Gonçalves Oliveira Jr. – Oscar Schmidt V 21–14, 21-16 E Grimalt – M Grimalt V 21-14, 21-12 | 4            | niet geplaatst       | niet geplaatst       | niet geplaatst       | niet geplaatst       | niet geplaatst       | niet geplaatst |

### Wielersport

#### Wegwielrennen
Mannen
| atleet             | onderdeel    | tijd | rang |
| ------------------ | ------------ | ---- | ---- |
| Mohcine El Kouraji | wegwedstrijd | DNF  | DNF  |

### Worstelen

#### Grieks-Romeins
Mannen
| atleet          | onderdeel | eerste ronde         | kwartfinale          | halve finale         | herkansing           | finale / BM          | finale / BM    |
| atleet          | onderdeel | tegenstander uitslag | tegenstander uitslag | tegenstander uitslag | tegenstander uitslag | tegenstander uitslag | rang           |
| --------------- | --------- | -------------------- | -------------------- | -------------------- | -------------------- | -------------------- | -------------- |
| Zied Ayet Ikram | −77 kg    | Lőrincz V Walkover   | niet geplaatst       | niet geplaatst       | niet geplaatst       | niet geplaatst       | niet geplaatst |

### Zwemmen
Mannen
| atleet        | onderdeel        | series | series | halve finale   | halve finale   | finale         | finale         |
| atleet        | onderdeel        | tijd   | rang   | tijd           | rang           | tijd           | rang           |
| ------------- | ---------------- | ------ | ------ | -------------- | -------------- | -------------- | -------------- |
| Samy Boutouil | 100 m vrije slag | 50,37  | 43     | niet geplaatst | niet geplaatst | niet geplaatst | niet geplaatst |

Vrouwen
| atlete       | onderdeel        | series  | series | halve finale   | halve finale   | finale         | finale         |
| atlete       | onderdeel        | tijd    | rang   | tijd           | rang           | tijd           | rang           |
| ------------ | ---------------- | ------- | ------ | -------------- | -------------- | -------------- | -------------- |
| Lina Khiyara | 200 m vrije slag | 2.08,80 | 28     | niet geplaatst | niet geplaatst | niet geplaatst | niet geplaatst |